# Леонгард Франк
Леонгард Франк (нім. Leonhard Frank, 4 вересня 1882, Вюрцбург — 18 серпня 1961, Мюнхен) — німецький письменник. Батько соціолога Андре Гундер Франка.

## Біографія
Народився 4 вересня 1882 року в сім'ї столяра.
Змінив декілька професій, але найголовнішим його захопленням було образотворче мистецтво (він навчався живопису та графіки в Мюнхені). Перша книга Франка — «Розбишацька зграя» (Die Rauberbande), що вийшла в 1914 році, напередодні Першої світової війни, принесла йому широку популярність. Побачивши берлінського журналіста, що святкував потоплення лайнера «Лузітанія», вирішив покинути Німеччину, охоплену шовіністичним психозом, і оселитися в нейтральній Швейцарії, де випустив експресіоністський збірник новел пацифістичного напряму «Людина добра» (Der Mensch ist gut, 1917).
Помер 18 серпня 1961 року в Мюнхені.

### Романи
- Die Räuberbande, 1914
- Der Bürger, 1924

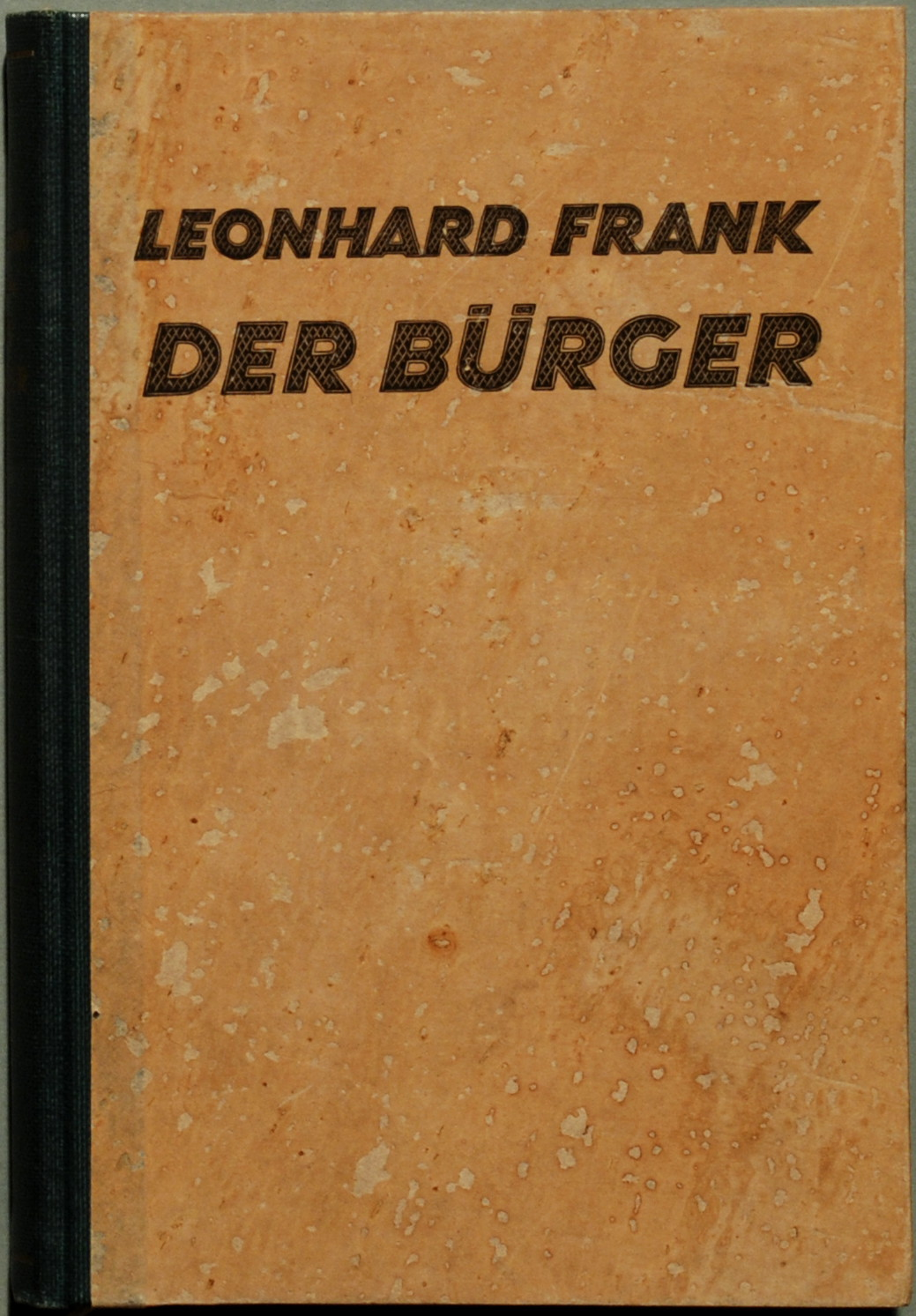
Леонгард Франк, Der Bürger (1924)

- Das Ochsenfurter Männerquartett, 1927
- Bruder und Schwester, 1929
- Von drei Millionen drei, 1932
- Traumgefährten, 1936
- Mathilde, 1948
- Die Jünger Jesu, 1947
- Links, wo das Herz ist (autobiographischer Roman), 1952

### Новели
- Die Ursache, 1915
- Der Mensch ist gut, 1917
- Der Vater, 1918
- Die Mutter, 1919
- An der Landstraße, 1925
- Die Schicksalsbrücke, 1925:
  - Der Beamte
  - Zwei Mütter
- Im letzten Wagen, 1925, 1926
- Karl und Anna, 1926

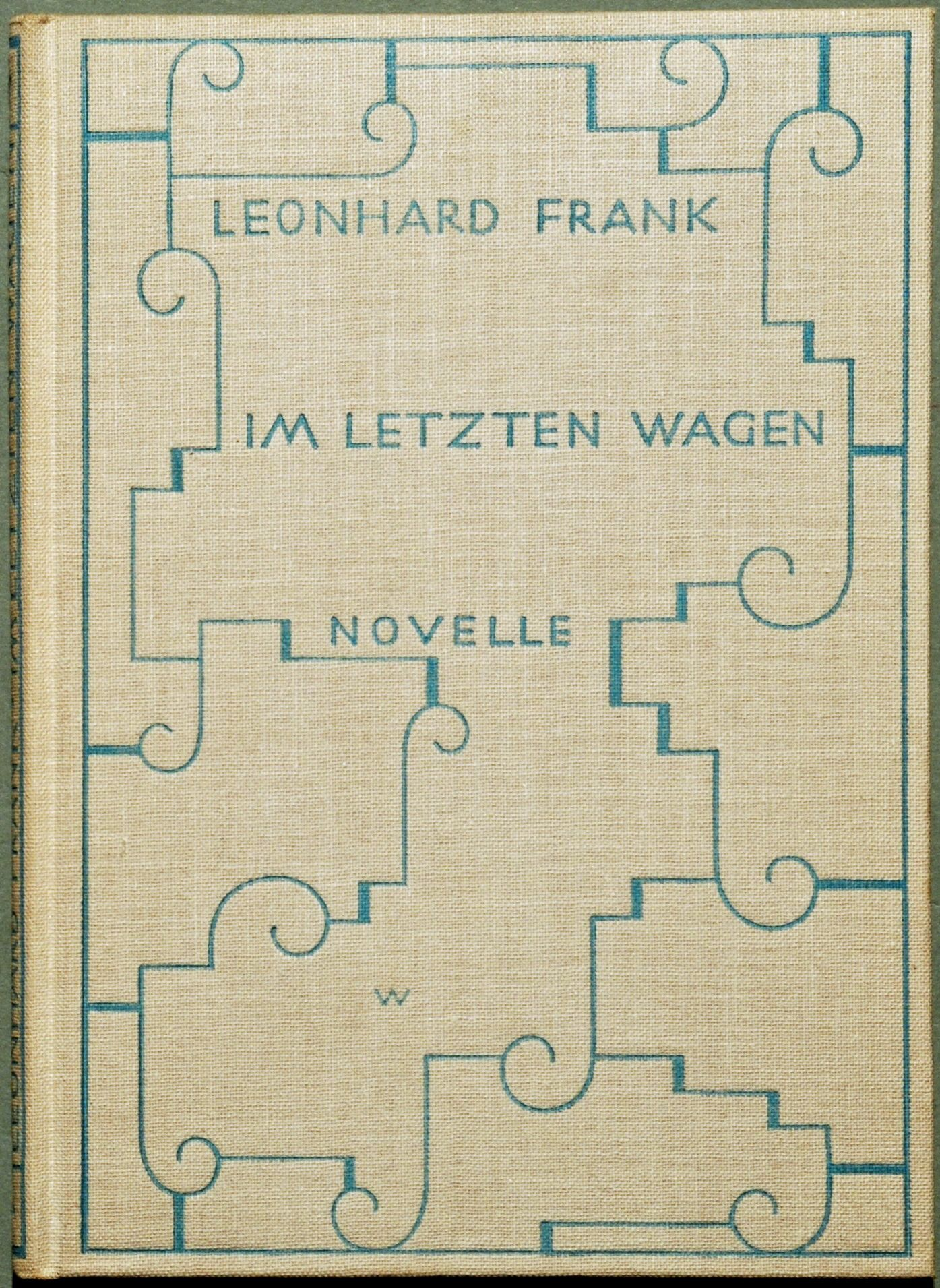
Леонгард Франк, Im letzten Wagen (1925)

- Der Streber u. a. Erzählungen, 1928
- Die Entgleisten, 1929
- Deutsche Novelle, 1954
- Das Portrait, 1954
- Berliner Liebesgeschichte, 1955
- Michaels Rückkehr, 1957
- Kurzgeschichten, 1961

### П'єси
- Die Ursache, 1929
- Karl und Anna, 1929
- Hufnägel, 1930
- Der Außenseiter, 1937
- Maria, 1939
- Die Kurve 1955
- Die Hutdynastie, 1955
- Baccarat, 1957
- Ruth, 1960

### Розповіді
- Der Hut
- Jahrmarkt
- Atmen
- Das Porträt
- Fünf Pfennige
- Emil Müller
- Der Heiratsvermittler
- Berliner Liebesgeschichte
- New Yorker Liebesgeschichte, 1946